# P.C. Skovgaard
Peter Christian Thamsen Skovgaard (født 4. april 1817 på Hammershus ved Ringsted, død 13. april 1875 i København) var en dansk landskabsmaler. Han karakteriseres som en af de førende malere i sen guldalder. Et af hans foretrukne motiver var danske bøgeskove, som han malede i utallige variationer fra egne i hele landet. 
Skovgaard var en usædvanlig produktiv kunstner, hvis samlede værker udgør ca. 1000 malerier og et tilsvarende antal skitser og tegninger. Han var især kendt for sine malerier af danske landskaber. Han studerede europæisk landskabskunst på Kunstakademiet i København, hvor han var blandt C.W. Eckersbergs elever. Senere var det især observationer af naturen, der inspirerede ham. Omkring 1850 begyndte han at arbejde med en personlig stil, som påvirkede mange senere malere. Han giftede sig i 1851 med Georgia Schouw (1828-1868), som var datter af J.F. Schouw.

## Biografi
Skovgaard blev født på arvefæstegården Hammershus i nærheden af Ringsted som søn af landmand Tham Masmann Skovgaard (1794-1835) og Cathrine Elisabeth f. Aggersborg (1795-1854). Da han var sels år gammel, solgte faderen gården og købte en lille købmandshandel i Vejby ved Tisvilde. Allerede før flytningen havde drengen tegnet og modelleret og var af familien blevet anerkendt for figurrige kompositioner. Derfor begyndte hans mor, der selv havde været elev hos C.D. Fritzsch, at indføre ham i tegnekunsten. På initiativ fra en lærer blev der indsamlet midler, der betød, at han efter sin konfirmation kunne tage til København for at blive optaget på Kunstakademiet.
Eckersberg påvirkede Skovgaards metode, men i øvrigt har han selv udtalt, at det var beskedent, hvad han lærte der. Den undervisning, han modtog i J.L. Lunds atelier, var ikke synderlig udviklende for hans kunstneriske udvikling; større udbytte havde han af håndværkslæren, som han gennemgik så hurtig, at han allerede i en alder af 18 år kunne udføre sit svendestykke som maler. 
Forbilleder og venner
Han foretog ofte besøg på Den Kongelige Malerisamling. Christen Købke var hans store forbillede og Wilhelm Marstrand og J. Th. Lundbye var blandt hans bedste venner. Vennekredsen omfattede også Godtfred Rump, Thorald Læssøe og Lorenz Frølich, og sammen med disse opholdt han sig ofte hos Hermann Ernst Freund, som også var et stort forbillede for den unge kunstner.
I 1836 rykkede han op i Akademiets Modelskole, og samme år udstillede han første gang på Charlottenborg, hvor hans Måneskinsstykke med motiv fra Langebro blev købt af kronprinsen. Det var også af betydning for den unge kunstners udvikling at N.L. Høyen og Chr. J. Thomsen lagde mærke til hans arbejder og opfordrede ham til at opgive håndværksarbejdet og udelukkende vie sig til kunsten. Fra første færd var det ikke alene landskabsmaleriet, Skovgaard koncentrerede sig om. Han malede i denne periode også af og til portrætstudier og små hyggelige interiører med figurer, ligesom han tegnede illustrationer til digterværker. Blandt andre arbejder var akvareller til nogle af H.C. Andersens eventyr, som nu er opbevaret i Den Kongelige Kobberstiksamling.
Salg af billeder og udstillinger
I årene 1837 og 1838 købte Kunstforeningen et par af hans billeder; i 1839 erhvervede den et større arbejde af ham, Udsigt mod Frederiksværk fra Tisvilde Skov, til Den Kongelige Malerisamling. Tre år efter at dette arbejde var fuldført, vandt Skovgaard den Neuhausenske Præmie for billedet Det gamle Egetræ med Storkereden i Nordskoven ved Jægerspris, der blev indlemmet i Den Kongelige Malerisamling.
I sommeren 1843 tegnede og malede Skovgaard og Lundbye skitser ved Vejby. Disse værker blev udstillet på Statens Museum for Kunst i 1989, som også udgav publikationen Rejsen til Vejby.
I 1844 udstillede Skovgaard bl.a. Parti af Sjællands Kyst ved Dronningemøllen, Forårsdag med uroligt Vejr, der nu, hvor det hænger på Nationalmuseet, ofte betegnes som Aaens Udløb. I 1845 modtog han udstillingsmedaljen for to større landskaber, af hvilket det ene, Parti ved Udkanten af Tisvilde Skov, blev solgt til Kunstforeningen, medens det andet, Udsigt over Skarritsø, kom til statens samling.
Efter at han havde vundet udstillingsmedaljen, var Skovgaard blandt kandidaterne til Akademiets rejsestipendium, men efter rådgivning fra sin ven Høyen, foretrak han at blive hjemme. Herefter engagerede han sig især i at gøre sig fortrolig med sit fædrelands natur. I de følgende år færdedes han hyppigt hver sommer mest i Nordsjællands bøgeskove for der at udføre de studier, som han i løbet af vinteren benyttede som grundlag for sine større atelierbilleder, fx Sommermiddag i Dyrehaven (1848), der blev købt af Selskabet for nordisk Kunst og ved dettes opløsning i 1871 overladt til Statens Museum for Kunst, som også ejer hovedværket Landevej ved Herregården Vognserup (1849).
Den 3. september 1851 giftede Skovgaard sig med Georgia Marie Louise Schouw (f. 1828 d. 1868), datter af professor J.F. Schouw. Han stod nu almindelig anerkendt som sit fædrelands største landskabsmaler og modtog så mange bestillinger, at det til trods for hans store arbejdsevne næppe var muligt at efterkomme dem alle. Jægersborg Dyrehave var og blev hans kæreste arbejdsplads; dog malede han også jævnligt længere nord på, således ved Hellebæk, hvor han malede Aften ved Bondedammen. 
Herefter malede han på bestilling af grosserer Alfred Anton Hage et maleri ved herregården Nysø på Vejleegnen. 
Rejser til 'Syden'
Først i 1854 rejste han med offentlig understøttelse til Syden med sin hustru og tilbragte en vinter i Italien, som han også gæstede i 1869 med det Anckerske Legat. Flere smukke landskaber med fine bjerglinjer og ypperligt tegnede træer blev til på disse rejser. Ingen af disse regnes dog for at være blandt mesterens mest fremragende værker, dertil er de til trods for deres ofte særdeles fine koloristiske holdning for kølige i farven og i det hele for lidt "sydlandske" i deres stemning.
I 1860 blev Skovgaard udnævnt som titulær professor, og i 1864 medlem af Kunstakademiet og i 1874 Ridder af Dannebrog. Nogen tid efter at han, i 1868, var blevet enkemand, blev han ramt af et apoplektisk tilfælde. Han blev dog hurtigt restitueret, og malede i 1869 En Skovsø, Sommeraften med nøgne figurer af unge mennesker, som bader i søen. Dette maleri findes (Skovgaard Museet, Viborg). I 1874 malede han En Sommerdag i Dyrehaven; et Tordenvejr er trukket forbi og Solen atter kommen frem, som senere er opkøbt af Statens Museum for Kunst. Dette blev hans livs sidste større værk. Om formiddagen den 13. april 1875 blev han ramt af et nyt apoplektisk anfald, der førte til hans død. Han er begravet på Assistens Kirkegård.

## Kendte værker
Skovgaard valgte sine motiver på grundlag af den nationale bevægelse, der fulgte efter statsbankerotten 1813. I modsætning til sin lærer, Eckersberg, malede han derfor ikke alene den danske natur, som den virkelig tog sig ud, men med vægt på det smukke. ""Skovgaard, Lundbye og andre unge kunstnere kunne ændre på motivet, så det skildrede det smukkeste ved det danske landskab. De skabte dermed en mere romantisk forestilling om Danmark frem for blot en nøgtern skildring af landskabet."
Efter nederlaget i 2. slesvigske krig fik den nationalromantiske bevægelse en opblomstring, som blandt andet tilgodeså malere som P. C. Skovgaard.
 Nogle eksempler herpå, skrevet i 1877:

|  |  |  | Udsigt mod Frederiksværk fra Tisvilde Skov, 1839 : "Det er et højst ejendommeligt motiv, kunstneren her har valgt, og et sådant, der væsentlig skiller sig fra dem, han senere helst syslede med: en øde og barsk natur har han skildret i alvorlig, næsten melankolsk stemning; uvejrsskyerne drager tungt og i storladne farver hen over himlen og kaster deres brede skygger over bakkerne, hvor krattet gror vildt og forpjusket i den magre jordbund. Som så ofte i Skovgaards tidlige værker skorter det her på klarhed og farve i skyggerne; desuagtet gør billedet indtryk af ualmindelig sundhed i opfattelsen og af den ægte kunstneriske sans for helhedsstemningen, der betinger et kunstværks poetiske indhold. Mærkeligt er det at se, hvor klart i dette ungdomsværk Skovgaards sjældne evne til karakteristisk og følelsesfuldt at gengive de enkelte former lægger sig for dagen." |

|  |  |  | Egetræer i Nordskoven ved Jægerspris, 1843 : "Allerede i dette kunstværk har vi mesteren helt og holdent: en kraftigere udviklet evne til at betone hovedpunktet i billedet og til at gruppere alt andet i sammenhæng dermed, en i al sin tilsyneladende selvfølgelighed finere afvejet komposition, en mere fuldendt redegørelse for planerne og især for vegetationens former — alt dette finde vi inden for den danske kunsts områder kun forenet i andre, endnu betydeligere værker af Skovgaard selv. Her fandt man for første gang en sådan fortolkning af den danske skovnatur, at alle kunde kendes ved den, om man end tillige måtte føle, at denne mester, der så så fint og helt på alle formerne, ikke var i strengere forstand kolorist. Luften var i dette som også i flertallet af Skovgaards følgende arbejder noget hård og glasagtig, og i fortoningerne savnedes den rigdom af farver, den gennemsigtighed, duft og glans, som ikke alene Skovgaards samtidige G. Rump, men også adskillige af de yngre danske landskabsmalere have kunnet råde over." |

|  |  |  | Parti af Sjællands nordkyst ved Dronningmølle eller "Aaens Udløb", 1844 : "..et af kunstnerens skønneste værker, hvis store poetiske virkning fornemmelig beror på den friskhed, hvormed alt i det er set og gengivet; det har hele naturstudiens naivitet og umiddelbarhed, og næppe har nogen nyere marinemaler af faget evnet at give en mere udpræget saltvandsstemning end den, der slår os i møde fra dette lille kystbillede." |

|  |  |  | Udsigt over Skarre Sø, 1845 : "Af de opgaver, han havde givet sig i kast med, var denne sidste uden sammenligning den rigeste; han havde her, hvor han, stående forholdsvis højt, har set ud imellem forgrundens store bøge, ud over trægrupper, vide planer og indsøer, indtil skoven i baggrunden slutter udsigten, en mangfoldighed af linjer og flader at arbejde med, som det kunde være vanskeligt nok at holde sammen på. Opgaven er imidlertid behersket med mesterskab; der er ro og sammenhold i billedet og ypperlig dybde i rummet; alt er prægtig formet, ikke blot de herlige bøge og jordoverfladens enkeltheder, men også dyrene, de stolte hjorte, der græsse i forgrunden."" |

|  |  |  | Landevej ved Herregaarden Vognserup, 1849 : ".. et arbejde, hvori Skovsgaard har opnået finere og klarere farvetoner end i flertallet af sine billeder fra denne periode, i hvilken han ellers som oftest står med temmelig sorte skyggepartier. Fortræffelig er den støvede landevej givet, og figurerne, den tegnende maler og hans tilskuere, de små bønderbørn, står ypperlig i rummet; stærkest virker dog det noble kunstværk ved den fuldendte gennemførelse af træerne, hvis stammer og grene er formede med uovertræffelig lethed og finfølelse." |

## Portrætmalerier
Skovgaard malede ikke blot landskaber, men også af og til portrætter, Et af de mest anerkendte er billedet af H.E. Freunds hustru, malet 1860 og senere skænket til Nationalgalleriet. Det er beskrevet som "et i formel henseende fremragende kunstværk, frit og naturlig stillet, stort og smukt i linjerne og modelleret med fremragende dygtighed; karakteren er opfattet og tolket så klart og sympatetisk, at få af vore bedste portrætkunstnere i så henseende have nået højere." Han har ligeledes malet portrætter af sin hustru og af sine tre børn samt af enkelte andre. De er beskrevet som "interessante på grund af kraftig og sund karakteristik og store formelle fortrin, medens de vel i farven kunne stå en smule grålig og heller ikke udmærker sig ved slående stofgengivelse."

## Udstillinger
Den indtil i dag mest omfattende præsentation af kunstnerens værker i 1917 markerede 100-året for P.C. Skovgaards fødsel. På denne udstilling var mere end 800 værker ophængt. I 2017 markeredes 200 - året for hans fødsel blandt andet med en udstilling 
Den private P. C. Skovgaard, hvor der var særligt fokus på hans politiske engagement i den kulturelle og politiske udvikling på Skovgaard Museet i Viborg.

## Billeder
| - Andre værker af P.C. Skovgaard - Udsigt mod Frederiksværk fra Tisvilde Skov, 1839 Statens Museum for Kunst - Udsigt fra Frederiksborg Slot, 1842 - Storkeegen, Jægerspris, 1842 Skovgaard Museet - Havremark ved Vejby 1843 Statens Museum for Kunst. - En sommerdag, 1846 - Udsigt over havet fra Møens Klint, 1850 - Landevej i Sabinerbjergene, 1854 Nivaagaards Malerisamling - Bøgeskov i maj. Motiv fra Iselingen, 1857 Statens Museum for Kunst. - Stranden ved Rågeleje Statens Museum for Kunst. |

## Vurderinger
| Citat | "Det er jo imidlertid som landskabsmaler, Skovgaard er kendt af alle som stormesteren inden for den ældre generation. Han var en national kunstner i dette ordets eminente betydning, og det er, som ovenfor sagt, også kun den hjemlige natur, han har tolket med fuldt mesterskab. Den kølig-fugtige luft, der er betinget af vor nærhed ved havet og vore særlige jordbundsforhold, den rige skiften af lys og skygge, som blæsten og de drivende skyer medfører, vore karakteristiske træformer og den ejendommelig sjællandske bevægelse i jordoverfladens linjer, alt dette opfattede han med den inderligste sympati og den finest udviklede natursans og gengav det i billeder af uforgængelig skønhed. Ingen dansk maler har kunnet tegne en bøg som Skovgaard eller som han udtrykke det organiske liv i den enkelte gren eller stamme; ingen af alle vore landskabskunstnere har som han været mester i malerisk komposition. Den måde, hvorpå han i sine bedste arbejder har stillet luftens, jordoverfladens og vegetationens linjer i forhold til hverandre, den skønhed og rytmik, hvormed hver genstand er sat på sin plads i rummet, den storheds- og enhedsfølelse endelig, hvormed alt er samlet, -- dette er i og for sig nok til at bevare Skovgaards kunstneranseelse langt ud over den tid, hvori han virkede dels umiddelbart, dels ved sin store og frugtbare indflydelse på en hel skole af nationale landskabsmalere." | Citat |
| [ 1 ] | |       |

Senere tolkninger lægger større vægt på Skovgaards engagement i den nationale politiske bevægelse Han deltog i møder i studenterforeningen i København og støttede kravet om en grundlovgivende forsamling..